# KHD T4M 525 R
Die KHD T4M 525 R sind zweiachsige Diesellokomotiven mit Stangenantrieb, die für den leichten Rangierdienst konzipiert wurden. Sie wurden von 1953 bis 1955 von Klöckner-Humboldt-Deutz (KHD) gebaut und bei verschiedenen Privatbahnen in Deutschland und Europa eingesetzt. Mehrere Lokomotiven der Reihe sind erhalten.

## Entwicklung
Die Lokomotiven entstanden zu einer Zeit, als bei KHD die Motorbezeichnung identisch mit der Lokomotivbezeichnung war. Grundlage ihrer Bezeichnung war die Einführung einer neuen Motorreihe, die als wassergekühlte Zweitaktmotoren mit V-förmig angeordneten Zylindern konstruiert war. Die V-Anordnung ermöglichte niedrigere Bauhöhen der Motoren und dadurch niedrigere Motorhauben, um die Streckensicht für den Lokführer zu verbessern. Die Entwicklung beinhaltete zunächst den Bau von 25 Lokomotiven mit der Bezeichnung KHD T4M 525 R. Um 1957 wurden für die Köln-Bonner Eisenbahnen Lokomotiven mit einer Motorleistung von 240 bis 260 PS beschafft, die in den Abmessungen identisch waren und die Bezeichnung KHD T4M 625 R erhielten.
Die Lokomotiven KHD T4M 525 R tauchen in der Literatur auch als Typ KS 225 B auf, eine Klassifizierung der Lokomotiven nach Bauart gab es 1953 jedoch nicht.
Nach Deutschland wurden geliefert:
- drei Lokomotiven an die Köln-Bonner Eisenbahnen V3–V5
- eine Lokomotive an die Krefelder Eisenbahn-Gesellschaft V 3
- eine Lokomotive an die Kahlgrund Verkehrs-GmbH V 21
- drei Lokomotiven an die Ruhr-Lippe-Eisenbahnen D53–D55
- eine Lokomotive an die Braunkohlen- und Brikettwerke Roddergrube AG
- sechs Lokomotiven an die Britische Rheinarmee.[4]

Die restlichen Lokomotiven wurden ins Ausland geliefert; sechs nach Italien, drei nach Schweden und eine in die Türkei.

## Technik
Die Lokomotiven wurden analog der Wehrmachtslokomotive WR 200 B 14 mit zwei Achsen, die über zwischen den Achsen angeordneten Blindwelle und Kuppelstangen angetrieben wurden, ausgeführt. Das Führerhaus befand sich am hinteren Ende der Lokomotive. Gegenüber der Vorkriegsausführung konnte die Bauhöhe der Vorbauten verringert werden. Der Dieselmotor war ein Vierzylinder-Zweitakt-Dieselmotor der Bezeichnung T4M 525 R. Er war wassergekühlt und konnte mit Druckluft angelassen werden. Als Kraftübertragung wurde ein Strömungsgetriebe von Voith verwendet. Bei den Lokomotiven der Ruhr-Lippe-Eisenbahnen wurde ein Getriebe mit der Bezeichnung L 33 y hydr verwendet, es konnte pneumatisch-hydraulisch geschaltet werden.
Die Lokomotiven wurde vielfach später mit dem stärkeren Motor T4M 625 R ausgerüstet, was zu Irritationen über die Herkunft der Lokomotiven führte und den Hersteller 1959 zur Einführung eines neuen Typenprogrammes veranlasste. Ursprünglich waren die Lokomotiven mit einfachen Scheinwerfern ausgerüstet, später haben sie neue Scheinwerfer mit integrierten Schlussleuchten erhalten.

## Einsatz
Der Einsatz der Lokomotiven war der leichte Verschub und Übergaben auf kurzen Strecken.

### Köln-Bonner Eisenbahnen V3–V5
Die KBE hat ihre drei Lokomotiven 1953 erhalten und als V3–V5 bezeichnet. Die V4 wurde 1977 außer Dienst gestellt und 1982 verschrottet.
Die beiden anderen Lokomotiven  wurden durch die Gesellschaft Häfen und Güterverkehr Köln übernommen. Die V3 wurde 1997 in die Niederlande verkauft und 2004 dort verschrottet. Die V5 befindet sich restauriert im KBE-Design im Eisenbahnmuseum Wesseling.

### Westfälische Landes-Eisenbahn VL 0601–0602
Die WLE hat 1975/1976 zwei Lokomotiven von den Ruhr-Lippe-Eisenbahnen gekauft, die D 53 und D 54. Diese wurden als VL 0601–0602 bezeichnet. Eine dritte Lokomotive wurde als Ersatzteilspender übernommen. Die VL 0602 ging Mitte der 1980er Jahre an eine Privatperson in Brüggen. Von ihr gibt es letzte Aufnahmen aus dem Jahre 2009 in den Niederlanden. Die VL 0601 wurde ab Mitte der 1980er Jahre im Museumsdienst verwendet, unter anderem bei der Museums-Eisenbahn Minden und der Museumseisenbahn Hamm. Sie wurde 2013 als Denkmal beim Eisenbahnmuseum Stadtlohn aufgestellt.

### Britische Rheinarmee
Die Lokomotive mit der KHD-Werksnummer 55880, eine der sechs Lokomotiven der Britischen Rheinarmee, ist als Museumslokomotive erhalten.  Nach verschiedenen Einsätzen in Deutschland kam sie zur Museumseisenbahn Küstenbahn Ostfriesland und fuhr dort bis etwa 2004. Sie wurde anschließend zu den Eisenbahnfreunden Hasetal Haselünne umgesetzt, wo sie 2007 die NVR-Nummer 98 80 3440 019-8 im deutschen Fahrzeugeinstellungsregister erhielt.